# Dorna (Kemberg)
Dorna is een plaats en voormalige gemeente in de Duitse deelstaat Saksen-Anhalt, en maakt deel uit van de Landkreis Wittenberg. De toenmalige zelfstandige gemeente werd op 1 januari 2007 geannexeerd door Kemberg.
Dorna telt 199 inwoners.